# Josefina Pla
María Josefina Teodora Plá Guerra Galvany (Isla de Lobos, 9 de noviembre de 1903 - Asunción, 11 de enero de 1999), más conocida como Josefina Pla, fue una poetisa y dramaturga española con doble nacionalidad paraguaya.
Escribió poesía, cuento, novela y ensayo. Tuvo una gran influencia sobre las futuras generaciones de intelectuales de Paraguay. A lo largo de su vida recibió numerosos premios y distinciones por su labor literaria, por su defensa de los derechos humanos y por la igualdad entre hombres y mujeres.

## Biografía

### Infancia y juventud
Si bien se sabe que nació en Isla de Lobos, un islote junto a Fuerteventura en Canarias, que fue hija de Leopoldo Pla (de ascendencia alicantina) y de Rafaela Guerra Galvany, no existen datos ciertos acerca de la fecha de su nacimiento. 
Miembros de su familia muy próximos a ella indican que fue en 1903. El profesor Raúl Amaral, uno de sus biógrafos más connotados, asegura que nació el 9 de noviembre de 1903 en islote de Lobos, Canarias España. 
Pasó su infancia y su juventud en diversas ciudades de España acompañando a su padre, funcionario en provincias. 
En 1924 conoció en Villajoyosa, Alicante al artista paraguayo Julián de la Herrería, con quien se casó dos años después. El Gobierno español le otorgó la distinción «Dama de la Orden de Isabel la Católica», el mismo año que en Paraguay recibió el premio «Mujer del Año».

### Vida en Paraguay
En 1926 llegó a Paraguay y se estableció en el barrio Villa Aurelia y luego en el centro de Asunción. De ese mismo año datan sus primeras incursiones en el ambiente artístico de la que sería su patria de adopción, pues presentó sus escritos en la revista Juventud, vocero de la generación de escritores del postmodernismo paraguayo. Desde ese tiempo y hasta 1938 viajó dos veces más a España junto a su esposo y, entretanto, colaboró en diversos periódicos y revistas del Paraguay con poemas, artículos y otros textos literarios.

## Trayectoria
Desde su llegada se incorpora al que hacer la cultura del país. Actuó en el periodismo radiofónico y escrito, con cortos intervalos, desde 1927 hasta 1952, fecha esta última en la cual, absorbida por la cátedra, abandona el periodismo profesional, aunque prosigue sus actividades a nivel literario y crítico.
Colaboró en importantes publicaciones de las dos Américas, como “Cuaderno y Revista de Historia de América y México"; “Anales del Instituto de Arte Americano”, de Argentina; “Américas y Journal of Interamerican Studies”, de Estados Unidos, y también en revistas europeas, como “Cuaderno Hispanoamericanos”, de Madrid; “Humboldt”, de Alemania; “Cuadernos y Cahiers des Amériques Latines”, de París, etc.
Sus actividades cubren en el Paraguay de la Real Academia Española, de la Academia Hispanoamericana Rubén Darío, y miembro de honor de la Sociedad de Escritores Argentinos.
En los últimos años se dedicó a la investigación del pasado cultural del Paraguay, prácticamente desconocido. Era la autora del capítulo correspondiente a Paraguay, en la “Enciclopedia de Arte Americano”.
Ha promovido localmente iniciativas renovadoras de los aspectos plásticos y literarios. En 1953, bajo el título de “Arte nuevo”, puso en marcha la actualización de las manifestaciones plásticas paraguayas.
Conferenciante sobre diversos aspectos culturales paraguayos en centros extranjeros, como Seattle, Alfred (Nueva York), VI Bienal de San Pablo, Sociedad de Autores Argentinos, Instituto de Cultura Hispánica (Madrid), etc.
Toda su vida se ha dedicado al Paraguay, su país de adopción, convencida como está, y como lo ha manifestado más de una vez, que investigar el pasado cultural de estos pueblos es una forma de seguir y exaltar la huella espiritual española.

## Obras
Su obra abarca el campo de la creación literaria –más de cuarenta títulos en poesía, narrativa y teatro-, la historia social y cultural del Paraguay, la cerámica, la pintura y la crítica, por lo cual, con justicia es considerada como el más alto, fundamental e insustituible referente en materia cultural en el Paraguay en el siglo pasado.
| Año       | Obras                                       |
| --------- | ------------------------------------------- |
| 1934      | El precio de los sueños                     |
| 1950      | Una Novia para Josévai                      |
| 1960      | La raíz y la aurora                         |
| 1963      | Rostros en el agua                          |
| 1965      | Invención de la muerte                      |
| 1966      | Satélites oscuros                           |
| 1968      | El polvo enamorado Desnudo día              |
| 1975      | Luz negra                                   |
| 1927-1977 | Antología Poética                           |
| 1982      | Follaje del tiempo Tiempo y tiniebla        |
| 1984      | Cambiar sueños por sombras                  |
| 1985      | La nave del olvido Los treinta mil ausentes |
| 1987      | La llama y la arena                         |
| 1996      | De la imposible ausente                     |

Su producción dramática incluye, desde 1927 hasta 1974, “Víctima propiciatoria”, “Episodios chaqueños” (con Roque Centurión Miranda), “Porasy” (libreto de ópera con música de Otakar Platal), “Desheredado”, “La hora de Caín”, “Aquí no ha pasado nada”, “Un sobre en blanco”, “María inmaculada”, “Pater familias” (todas con Roque Centurión Miranda), “La humana impaciente”, “Fiesta en el río”, “El edificio”, “De mí que no del tiempo”, “El pretendiente inesperado”, “Historia de un número”, “Esta es la casa que Juana construyó”, “La cocina de las sombras”, “El profesor”, “El pan del avaro”, “El rey que rabió” y “El hombre de oro” (las tres últimas, piezas para niños), “La tercera huella dactilar”, “Media docena de grotescos brevísimos”, “Las ocho sobre el mar”, “Hermano Francisco”, “Momentos estelares de la mujer (serie de obras breves)”, “Don Quijote y los Galeotes”, “El hombre en la cruz”, “El empleo” y “Alcestes”.
Su obra sobre historia cultural y social del Paraguay incluye los títulos siguientes: “La cultura paraguaya y el libro”, “Literatura paraguaya del Siglo XX”, “Apuntes para una historia de la cultura paraguaya”, “Arte actual en el Paraguay”, “Cuatro siglos de teatro en el Paraguay”, “Impacto de la cultura de las Reducciones en lo Nacional”, “Apuntes para una aproximación a la Imaginería Paraguaya”, “El Templo de Yaguarón”, “El barroco hispano-guaraní”, “Las artesanías en el Paraguay”, “Ñandutí. Encrucijada de dos mundos”, “El espíritu del fuego”, “El libro en la época colonial”, “Bilingüismo y tercera lengua en el Paraguay”, “Españoles en la cultura del Paraguay” y “La mujer en la plástica paraguaya”.